# Lankanectes corrugatus
Lankanectes corrugatus is een kikker uit de familie Nyctibatrachidae (vroeger: echte kikkers). Het is de enige soort uit het monotypische geslacht Lankanectes. De soort werd voor het eerst wetenschappelijk beschreven door Wilhelm Peters in 1863. Oorspronkelijk werd de wetenschappelijke naam Rana corrugata gebruikt.

## Uiterlijke kenmerken
Mannetjes bereiken een lengte tot 3,5 centimeter, vrouwtjes worden bijna twee keer zo groot tot 7,1 cm. De kleur is bruin tot oranjebruin met onregelmatige zwarte vlekjes en stippen. De onderzijde is wit tot lichtbruin met bruine vlekjes, vooral op de keel en onderzijde van de poten. Sommige exemplaren hebben een witte tot gelige lengtestreep op het midden van de buik. Een zeer opmerkelijk kenmerk, wat de soort van vrijwel alle andere kikkers onderscheid, is de sterk geribbelde huid op de rug.

## Algemeen
Lankanectes corrugatus komt voor in Azië en leeft endemisch in Sri Lanka. De kikker komt voor tussen 60 en 1525 meter boven zeeniveau. De habitat bestaat uit beschaduwde, langzaam stromende wateren. Het is een sterk op het water aangepaste soort, die zelden het land betreedt.